# Carlo Ceresoli
Carlo Ceresoli (Bergamo, 14 de juny de 1910 - Bergamo, 22 d'abril de 1995) fou un futbolista italià de la dècada de 1930.
Durant la seva carrera com a futbolista defensà els colors de l'Atalanta BC, Inter de Milà, Bologna FC, Genoa CFC i Juventus FC.
Fou internacional amb Itàlia, amb la qual disputà 8 partits i participà en el Mundial de 1938 on es proclamà campió.